# Toma de La Uribe
La Toma de Uribe fue un ataque perpetrado por las Fuerzas Armadas Revolucionarias de Colombia - Ejército del Pueblo (FARC-EP) el 4 de agosto de 1998 contra el cuartel de la Policía Nacional y una base militar donde estaba destacada una compañía del Batallón Vargas del Ejército Nacional, en el municipio de Uribe (Meta). El ataque realizado por 4 frentes de las FARC-EP, se saldó con graves pérdidas en las filas de la Fuerza Pública. Sin embargo, los subversivos fracasaron en su intento por ocupar las posiciones enemigas y tuvieron que retirarse de La Uribe, aunque siguieron hostigando los alrededores de la localidad durante tres días. 
El asalto a Uribe hizo parte de una ofensiva nacional lanzada por las FARC-EP y el ELN, como “Despedida al gobierno Samper”, con miras a posicionarse frente al gobierno de Andrés Pastrana. Precisamente, una de las poblaciones cuya desmilitarización era exigida como paso previo a emprender los diálogos de paz, era el municipio de Uribe.

## Antecedentes
El municipio de Uribe (Meta), es una pequeña población de la Orinoquia (con 1200 habitantes en su cabecera urbana hacia 1998), pero que tiene jurisdicción sobre una extensa área rural de 7640 km² . Su estratégica ubicación geográfica, a caballo entre las estribaciones de la cordillera oriental y la Sierra de La Macarena,  la colocan sobre un corredor estratégico que da acceso al Sumapaz y el centro del país. En la parte alta del municipio, sobre las márgenes del río Duda, el secretariado de las FARC-EP había establecido su cuartel general, la famosa Casa Verde, sede de los diálogos de paz con la administración Betancur y destruida en diciembre de 1990 por las tropas del Ejército Nacional en la Operación Colombia durante el gobierno de César Gaviria.
Sin embargo, la presencia de las FARC-EP en la región no disminuyó con la ofensiva de las Fuerzas Militares.  A mediados de 1995, el secretariado exigía la desmilitarización del municipio para establecer allí la sede de la mesa de diálogos. El intento no fructifico debido a múltiples factores (entre otros la oposición del Ejército Nacional y el Proceso 8000), pero en julio de 1998 el recién elegido presidente de la República, Andrés Pastrana Arango (aun si posesionarse) inicio nuevos diálogos exploratorios con las FARC-EP, como paso previo al establecimiento de una mesa de conversaciones. La guerrilla que en los últimos tres años había obtenido una serie de importantes victorias sobre las Fuerzas Militares, ya no exigió solo la desmilitarización de Uribe sino que incluyó en su propuesta 4 municipios más.
En este contexto y con miras más que a “Despedir la administración Samper” como declararon en su momento, a posicionarse frente al nuevo gobierno golpeando sobre el terreno, el lunes 3 de agosto de 1998, miles de guerrilleros de las FARC-EP y el ELN lanzaron una de las ofensivas más violentas de la historia de la subversión colombiana: más de 62 objetivos de las Fuerzas Militares fueron atacados con carros bomba, hostigamientos y asaltos en toda regla. Esa noche cerca de 1500 rebeldes atacaron las bases de Miraflores (Guaviare) y Pavarando (Antioquia). En la madrugada del martes 4 de agosto el turno fue para Uribe.

## Preludio
Cuando apenas faltaban 4 días para la posesión del nuevo presidente de Colombia Andrés Pastrana Arango el Bloque Oriental atacó en desarrollo de "la ofensiva de Despedida" contra el gobierno de Ernesto Samper. La Operación lanzada en paralelo a la toma de Miraflores quedó a cargo de los frentes 26, 27, 40 y 43 -con no menos de 620 guerrilleros- y tenía por objetivo principal copar la base militar ubicada en El Salero, un cerro ubicado a 5 minutos del centro de la cabecera municipal de Uribe, donde estaba acuartelada una compañía con 120 hombres del batallón de Infantería No 21 Vargas, adscrito a la VII Brigada y a la Cuarta División del Ejército Nacional. El coronel Miguel Pérez estaba al mando de la unidad, pero permanecía en el puesto de mando del batallón en Granada (Meta). Mientras, el comando de policía emplazado en el centro de la población, estaba defendido por apenas 18 elementos apertrechados con sus fusiles reglamentarios y algunas granadas de mano.
Gracias a los rumores esparcidos los días que precedieron a la toma, y en parte debido a la situación de alerta previa al relevo presidencial, momento en que las guerrillas tradicionalmente lanzaban más ataques, los miembros de las fuerzas militares se hallaban en estado de alerta frente a cualquier eventualidad.

## La batalla del 4 de agosto
A las cuatro y media de la mañana del martes 4 de agosto, entre 600 y 800 guerrilleros que se movilizaban a pie entraron a Uribe, se distribuyeron por el pueblo, y rodearon la base donde el Ejército Nacional estaba apostado. Allí concentraron el grueso de sus efectivos armados con morteros, lanzacohetes, fusiles, ametralladoras y cilindros bomba.
Sobre las 4:45 descargaron una primera andanada de su artillera artesanal (unas 20 pipetas cargadas de explosivos) sobre las posiciones de las Fuerzas Armadas. Solo uno de los cilindros impacto en la estación de policía, pero no causó más que daños materiales. 
Las tropas reaccionaron y corrieron a sus puestos de defensa. Mientras los combates ardían en El Salero y los montes aledaños, estremecidos por las explosiones y las detonaciones, los guerrilleros trataron de copar el cuartel atacándolo con el intenso fuego de su artillería artesanal. Los policías resistieron en sus trincheras y refugios improvisados, mientras rechazaban las ofertas de rendición que a gritos les hacían los subversivos. A causa del intenso intercambio de disparos y los estallidos, la alcaldía, el colegio Uribe Uribe y medio centenar de viviendas quedaron seriamente afectados o destruidos. La estación quedó incinerada y el patrullero William Suárez Quintero murió, mientras otros dos, Rosemberg Bernal Gaviria y Wilson González Mora, salieron heridos. Sin embargo, los uniformados se las arreglaron para repeler el ataque con solo sus fusiles de dotación y algunas granadas de mano.
En el Salero la lucha fue más intensa y sangrienta, con los guerrilleros tratando de desbordar las defensas de los soldados, atacando desde todos los frentes apoyados en el fuego constante de armas pesadas. En la pista aérea aledaña a la base, estos ubicaron varios camperos y camionetas, para llevarse sus heridos y muertos. Mientras continuaba el sobrevuelo de los aviones AC-47 y OV 10 que no bombardearon para evitar afectar a la población civil, el segundo y el cuarto pelotón del Batallón Vargas se replegaron de sus posiciones en el cerro para zafarse del cerco, pero en el proceso fueron capturados 6 soldados y el comandante de una de las unidades implicadas, el subteniente Raimundo Malagón.
Al final de la defensa de los uniformados, que sufrieron cuantiosas bajas (la tercera parte de la compañía) forzó la retirada de los rebeldes tras 17 horas de combate, interrumpiendo su ataque sobre las 20.00; si bien no salieron de la población sino hasta las 22:00 horas del 4 de agosto.

## Combates posteriores
Pese a la retirada parcial de los guerrilleros, el pueblo quedó sitiado y sin transporte terrestre pues varios cientos de rebeldes continuaron hostigando los alrededores de Uribe. Los combates intermitentes, dificultaron el transporte aéreo abierto en la pista desde donde helicópteros del Ejército Nacional y aviones de la Cruz Roja, evacuaron varias de las tropas heridas.
Los combates en la tarde del 5 de agosto terminaron con el derribo de un Bell UH-1 artillado, impactado por los rebeldes. Los 2 tripulantes, heridos, fueron rescatados por otra aeronave. Durante la misma jornada, una avioneta de la Cruz Roja fue tiroteada con 3 heridos a bordo. En todo caso los enfrentamientos se reanudaron con fuerza la madrugada del jueves 6 de agosto, contra la retaguardia de la fuerza guerrillera que se replegaba hacia sus bases, mientras el Batallón de contraguerrillas No 32, desplazado como refuerzo al lugar, trataba de asegurar el control de la zona con el apoyo de aviones y helicópteros de la Fuerza Aérea.
Sin embargo, solo fue hasta la noche del viernes 7 de agosto, que las FF.MM. controlaron definitivamente el área y pudieron evacuar el personal muerto. Dos civiles, ambos menores de edad, también resultaron lesionados y el centro de la localidad quedó semidestruido. El grueso de la población -1100 de 1200 habitantes- abandono también la cabecera municipal, huyendo de los combates hacia Granada y Villavicencio.

## Bajas de la Fuerza Pública
Muertos en combate
- Cabo primero Javier Salina Valdés y José Marín de los Reyes
- Cabo segundo Germán Chaverra Palacios
- Soldados Eurípides Bello Peña, Alcibiades De Los Ríos, Herley Duarte Rodríguez, Osmán Durán Martínez, Reynel Echavarría Castillo, David Estrada Ramírez, Eulogio Espinosa Cachay, Jesús Espinosa Cachay, Nilson Iván Fuentes Mesa, Maximiliano Gómez Coba, Benjamín Rueda, Julián Omayan Fernández, José Daniel de Dios, Ovidio Duque Gutiérrez, Ediberto Fernández Gutiérrez, José Alberto Galindo Coy, Jair Mendoza Torres, Joel Monquira Tumay, Luis Alberto Niebles Vita, Holman Ortiz Sánchez, Carlos Julio Ovejero Coba, John Jairo Pachón, David Pinto, José Ramos Lombana, Reynel Preciado Jiménez y Segundo Ruz Cotinchara.[6]
- Patrullero William Suárez Quintero

Heridos
- Subteniente Jorge Necker Lozano Pérez, cabo primero John Jairo Rueda Rodríguez, los soldados Víctor Alfonso Alfaro, Jorge Enrique Alfonso Acosta, José Elkín Cepeda Maneo, Wilson Durán, Hipólito Fuentes Alfonso, Pedro González Cayoboa, Edgar Machado Mendivelso, Alfredo Machado Jara, Pedro Antonio Marrero Guzmán, Mauricio Andrés Parra, José Alexis Ramírez Durán y José Daniel Pérez Acevedo, Meyer Barrera León, José Alfredo Bermúdez Novoa, Wilson Cárdenas Pineda, Lisandro Cardozo Acosta, Ciro Chaparro Chaparro, Néstor Colina Albarracín, José Erminso Cruz Cruz, Ever Ubaldo Durán Pérez, Luis Estrada Lasprilla, Marco Fidel Ferreira Ochoa, Daniel Figueredo Mora, Jorge Galindo Palencia, Héctor Girón Ortíz, scar Guiza Africano, Wilson Ríos Castaño, José Sáenz Quiroga, Franco Vallejo Bastidas, Lenis Algarra Gachetá y Bernal Vargas.[6]
- Patrulleros Rosemberg Bernal Gaviria y Wilson González Mora.[6]

Secuestrados
- Subteniente Raymundo Malagón Castellanos.
- Soldados Miltón Chávez Tumay, Luis Eduardo Prada Prada, Oswaldo Pérez Rodríguez, Nilson Pedregón Mendivelso, Albeiro Rodríguez Gómez y Leonardo Rojas Ortiz.[6]

## Acuerdo humanitario
Los soldados retenidos en el ataque a Uribe recobraron su libertad a mediados de 2001 durante los diálogos de paz en San Vicente del Caguán, Caquetá, tras la firma del Acuerdo de Los Pozos, suscrito el 9 de febrero del 2001 entre las FARC-EP y el gobierno del presidente Andrés Pastrana. El subteniente Raimundo Malagon fue liberado posteriormente durante la Operación Jaque, el 2 de julio de 2008, tras permanecer 10 años en cautiverio